# Strünkerhof
Strünkerhof ist ein Ortsteil der Gemeinde Much im Rhein-Sieg-Kreis.

## Lage
Strünkerhof liegt auf den Hängen des Bergischen Landes im oberen Naafbachtal. Nachbarorte sind Bixnaafermühle im Norden und Neverdorf im Osten. Strünkerhof ist über die Landesstraße 360 erreichbar.

## Geschichte
Der Strünkerhof wurde 1442 erstmals urkundlich erwähnt als Besitz der Gebrüdern Walraven und Johann von Plettenbrecht. Die Grafen von Nesselrode aus dem Schloss Ehreshoven kauften ihn im 18. Jahrhundert und verpachteten ihn als „Schweinehof“. 1816 wurde der Hof an Heinrich Kemmerling verkauft.
1830 wohnten auf Strünken elf Personen.
1901 hatte das Gehöft neun Einwohner. Verzeichnet waren die Familien Kemmerling: Ackerin Witwe Franz, Ackerer Joh. und Ackerin Witwe Peter Josef. Als letzte Angabe werden 76 Einwohner genannt, die in den 28 Häuser des Ortsteiles wohnen.